# Janko Strižić
Janko Strižić likovi su izašli iz mašte britanskog umjetnika Nicka Parka 2007.

## Uloge
- Vokal u uvodnoj pjesmi – Mario Mirković
- Glas preko – Željko Duvnjak

Pojavljuju se u svim animiranim filmovima Janko Strižić, a to su:
- Janko Strižić film (Shaun the Sheep Movie, 2015.)
- Janko Strižić Film: Farmagedon (A Shaun the Sheep Movie: Farmageddon, 2019.)

## Poveznice
http://www.shaunthesheep.com/